# Tatort: Abstellgleis
Abstellgleis ist ein Fernsehfilm aus der Krimireihe Tatort. Der vom WDR produzierte Beitrag ist die 1298. Tatort-Episode und wurde am 30. März 2025 im SRF, im ORF und im Ersten ausgestrahlt. Das Team aus Dortmund ermittelt – es ist der 27. Fall von Faber und der 9. von Rosa Herzog.

## Handlung
Angela Herrig, die Ex-Freundin des mutmaßlichen Clan-Mitglieds Lorik Duka, wird von einem SUV überfahren. Die Ermittler Peter Faber und Rosa Herzog übernehmen den Fall und entdecken Hinweise auf einen gezielten Anschlag. Unterstützung erhalten sie von Polizeikommissar Otto Pösken.
Sebastian Haller, der unsensible Leiter der KTU, ist mit Faber verfeindet und erpresst Herzog. Als Haller erstochen in seiner Wohnung aufgefunden wird, übergibt Kommissariatsleiterin Ira Klasnić den Fall an Fabers ehemaligen Kollegen Daniel Kossik, der beim LKA inzwischen zum Kriminalhauptkommissar aufgestiegen ist. Als Faber erfährt, dass seine DNA an Hallers Leiche gefunden wurde, was ihn zum dringend Tatverdächtigen macht, flieht er übers Dach des Polizeipräsidiums und den Containerhafen. Eine plötzlich bekannt werdende zweite DNA-Spur unter Hallers Fingernägeln lässt Faber und Herzog vermuten, dass jemand von der KTU hinter dem Mord an Haller steckt und Beweise manipuliert hat. 
Herzog findet heraus, dass Herrig die Doktorarbeit für den neuen Gerichtsmediziner Magnus Gabor geschrieben und ihn damit erpresst hatte. Daraufhin hat Gabor erst Herrig überfahren und dann später Haller erstochen.

## Hintergrund
Der Film wurde vom 4. Juni 2024 bis zum 3. Juli 2024 in Dortmund, Köln und Umgebung gedreht.

## Rezeption

### Kritiken
Unter der Schlagzeile „Nichts Halbes und nichts Ganzes“ nannte Matthias Dell in seiner Rezension für Zeit Online das Werk einen Krimi von „ermüdender Schlichtheit“ und verglich ihn mit einem „Cheeseburger aus der Systemgastronomie – schmeckt nicht besonders, aber immer gleich. Alles ist da, wo es zu sein hat.“ Die Figuren und Konflikte seien „immer nur funktional [...], nie unverwechselbar, elegant, gewitzt oder detailfreudig“.
Christian Buß (Spiegel Online) verglich Hartmann als Faber, den „Kommissar im Dauerausnahmezustand“, mit Liam Neeson. Der 72-Jährige drehe noch zwei Hardboiled-Krimis pro Jahr, die es wert seien, angeschaut zu werden – wenn auch nur wegen eines einzigen Aspekts: Neeson. Doch an einen Co-Star oder einen Subplot in einem Liam-Neeson-Film erinnere man sich nicht, und das sei auch das Problem dieses Krimis, in dem „mit extrem vielen Co-Stars und Subplots hantiert wird. Sowohl die verdächtigen als auch die unverdächtigen Kolleginnen und Kollegen bleiben blass, im Zentrum steht hier nur einer: Faber.“
In der Online-Ausgabe der Fernsehzeitschrift Prisma urteilte Eric Leimann positiv: Die Folge biete „Action, Humor und überraschende Wendungen“. Jürgen Werner habe sie geschrieben, „als hätte er vorgehabt, eine große Jubiläumsfolge zu erschaffen oder gar einen Schlusspunkt zu setzen“. Ein disruptiver Handlungshöhepunkt jage den nächsten. Den Abstellgleis-Tatort lobte er als spannend und wendungsreich, „wenn auch reichlich konstruiert“.

### Einschaltquoten
Die Erstausstrahlung von Abstellgleis am 30. März 2025 wurde in Deutschland von 8,35 Millionen Zuschauern gesehen und erreichte einen Marktanteil von 30,1 % für Das Erste.